# Чернильный мешок
Чернильный мешок, или чернильная железа, — непарный защитный о́рган, характерный для большинства головоногих моллюсков (Cephalopoda). Представляет собой вырост прямой кишки.

## Строение и принцип работы
Чернильный мешок состоит из железистой части и резервуара, соединённого протоком с прямой кишкой. В клетках железистой части образуется пигмент из группы меланинов чёрного, тёмно-коричневого или синего цветов, который поступает в резервуар с гибелью этих клеток (голокриновая секреция).
При опасности моллюск сокращает мышцы стенки резервуара, выдавливая содержимое через проток в прямую кишку и далее — через анальное отверстие и воронку. Пигмент, растворяясь в воде в форме облака, дезориентирует нападающего хищника. Чернильная жидкость раздражает глаза хищника и приводит к временной анестезии органов обоняния, что даёт моллюску возможность скрыться.

## Прикладное значение
Содержимое чернильных мешков каракатиц и кальмаров использовалось в качестве основы китайской туши. В Европе путём обработки секрета железы гидроксидом калия производили краску — натуральную сепию.